# Ain Soph
Ain Soph（アイン・ソフ）は日本のプログレッシブ・ロックバンド。
1970年秋に”天地創造”として神戸で結成、1977年にバンド名をAIN SOPH（アイン・ソフ）とする。1980年6月にアルバム『妖精の森』でデビュー。
1960年代 - 1970年代のプログレッシヴ・ロックや欧州のジャズに影響を受けながらも日本人的なセンスを加味し「情景が見える」とも評される。
2007年3月にはメキシコで開催された世界のプログレの祭典「BajaProg 2007」に出演した。

## メンバー
- YOZOX（1955年1月6日 - ） - ギター。兵庫県出身。
- TORIGAKI（鳥垣 まさひろ〈とりがき まさひろ〉、1953年5月10日 - ） - ベース。大阪府出身。
- FUJIKAWA（藤川 喜久男〈ふじかわ きくお〉、1954年10月2日 - ） - キーボード。大阪府大阪市出身。
- TAIQUI（富家 大器〈とみいえ たいき〉、1960年1月21日 - ） - ドラムス。京都府京都市出身。元ULTRA BIDE。

## ディスコグラフィ
- 妖精の森［A Story of Mysterious Forest］（1980年、キングレコード〈ネクサス〉）
- 帽子と野原［Hat and Field］（1986年、キングレコード〈ネクサス〉）
- 海の底の動物園［Marine Menagerie］（1991年、Made In Japan）
- 駱駄に乗って［Tenchi-Sozo: Ride on a Camel - Special Live (recorded 1976-78)］ （1991年、Belle Antique）
- 五つの展開と九つの方針［Five Evolved From Nine］（1993年、Made In Japan）
- 過去への扉［Mysterious Triangle - Special Live - Volume 2］  (1993年、Belle Antique）
- クイックサンド［Quicksand - Special Live - Volume 3］（1994年、Belle Antique）
- 海の底の動物園［Marine Menagerie］ （2006年、POSEIDON）
- 五つの展開と九つの方針［Five Evolved From Nine]　(2006年、POSEIDON）
- 公式海賊盤! （Official Bootleg Vol.2 〈1988-2005〉） - （2006年、AIN SOPH SONGS）